# Heterops lanieri
Heterops lanieri là một loài bọ cánh cứng trong họ Cerambycidae.